# Șipotu, Gorj
Șipotu este un sat în comuna Turburea din județul Gorj, Oltenia, România.
 Acest articol despre o localitate din județul Gorj este deocamdată un ciot. Puteți ajuta Wikipedia prin completarea lui.